# Paschalis II.

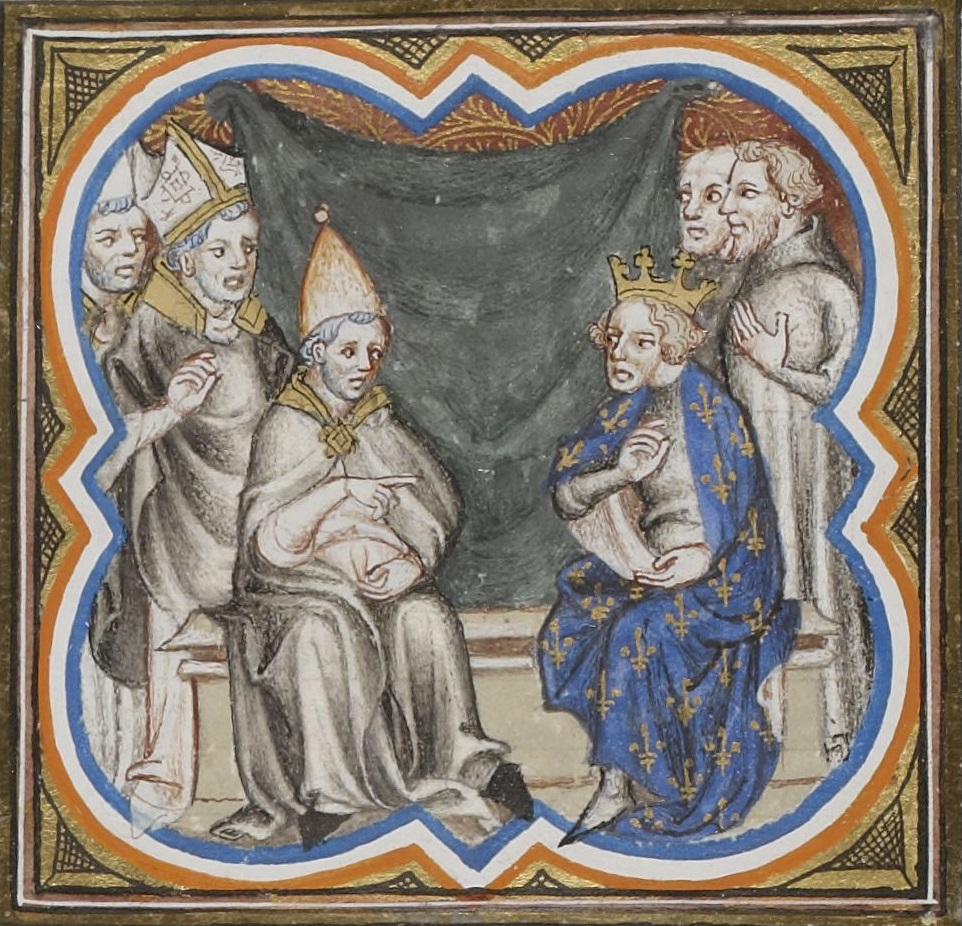
Treffen zwischen Papst Paschalis II. und König Philipp I. 1107. Buchmalerei in einer Handschrift der Grandes Chroniques de France (1461)

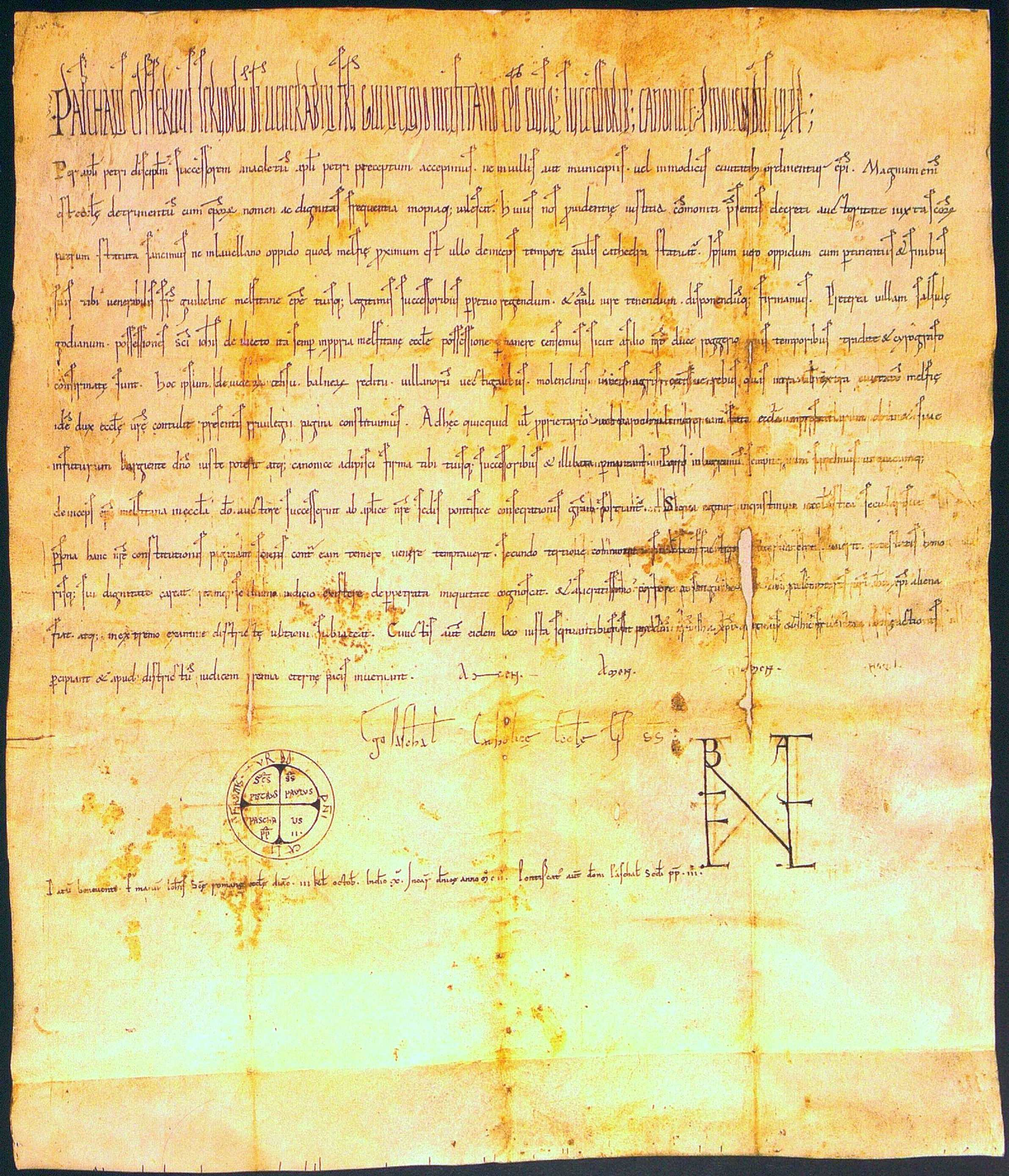
Eine Urkunde Paschalis’ II. vom 29. September 1101. Città del Vaticano, Archivio Segreto Vaticano, Instrumenta miscellanea 4291, I (1)

Paschalis II., ursprünglich Raniero di Bieda (* 1050 oder 1055 in Bleda di Santa Sofia, Forlì; † 21. Januar 1118 in Rom), war zwischen 1099 und 1118 Papst der katholischen Kirche.

## Leben

Privileg von Papst Paschalis II. für Berchtesgaden

Raniero wurde in Bleda (oder Galeate) in der Gegend von Forlì geboren. Seine erste bedeutende Funktion übte er als Abt von San Lorenzo fuori le mura aus. Von Gregor VII. 1073 zum Kardinalpriester von San Clemente erhoben, bekleidete er von 1089 bis 1090 das Amt eines Legaten in Frankreich und Spanien.
Am 13. oder 14. August 1099 wurde er Papst. Er war der erste bei seiner Inthronisation gekrönte Papst. Im Investiturstreit folgte er der Politik seines Vorgängers Gregor VII. 1102 erneuerte er den Bann gegen Kaiser Heinrich IV. 1104 gelang es Paschalis, den zweiten Sohn Heinrichs IV., den späteren Heinrich V., zu einem Aufstand gegen den Vater zu bewegen. Die Einladung des Reichstages zu Mainz vom Januar 1106, über die Investitur zu verhandeln, schlug er aus. Stattdessen wurde auf der Synode von Guastalla die Investitur durch den Kaiser erneut verboten. Im selben Jahr gelang es Paschalis II., den Investiturstreit in England zwischen Anselm von Canterbury und dem englischen König Heinrich I. zu schlichten.
Am 9. Februar 1111 wurde im Vergleich von Sutri festgelegt, dass der deutsche König auf das Investiturrecht verzichtet und im Gegenzug Paschalis II. Heinrich V. zum Kaiser krönt und die Regalien zurückgibt. Drei Tage später scheiterte der Vertrag, weil die weltlichen und die geistlichen Fürsten nicht zustimmten. Daraufhin nahm Heinrich V. den Papst und mehrere Kardinäle gefangen. Zwei Monate später stimmte Paschalis unter Zwang dem Vertrag von Ponte Mammolo zu, in welchem dem Kaiser das Investiturrecht zugesprochen und Heinrich die Kaiserkrönung zugesagt wurde.
Ein Laterankonzil im darauffolgenden Jahr 1112 erklärte den Vertrag für nichtig, da er unter Zwang geschlossen worden war. Im Oktober 1112 wurde der Kaiser exkommuniziert. Im Jahre 1117 zog Heinrich V. erneut gegen Rom. Mathilde von Tuszien hatte vor ihrem Tod ihre weitläufigen Besitzungen in der Toskana der Kirche vermacht. Als sie 1115 gestorben war, beanspruchte der Kaiser diese Gebiete jedoch als zum Reich gehörend. Paschalis musste aus Rom fliehen und konnte erst nach der Abreise des Kaisers Anfang 1118 zurückkehren, starb aber wenige Tage später.